# Província Livre de Shinmin
A Província Livre de Shinmin (em hangul, 신민부; e hanja, 新民 府; romanização revisada do coreano, Sinminbu; McCune-Reischauer, Sinminbu) também chamado de Associação do Povo Coreano na Manchúria (Agosto de 1929 – Setembro de 1931) foi um território organizado por anarquistas coreanos, com administração politica, economia e exército de milicias próprio, seguindo o modelo anarcocomunista na região coreana de Shinmin.
História
Após a eclosão da Revolução Camponesa de Donghak de 1894, o Império do Japão interveio na Coréia, o que colocou a península sob influência japonesa. Enquanto isso, a invasão japonesa da Manchúria causou tensões elevadas com o Império Russo, que também ocupava a Manchúria. Após a subsequente Guerra Russo-Japonesa, o Império do Japão garantiu vastas concessões na Manchúria, assumindo o controle das ferrovias, estabelecendo uma série de enclaves imperiais e finalmente consolidando suas forças militares no Exército Kwantung. A própria Coreia foi formalmente anexada pelo Império do Japão no Tratado Japão-Coreia de 1910, forçando muitos dissidentes coreanos a fugir para o exílio na Manchúria, onde estabeleceram grupos de estudo e escolas militares a fim de preparar o movimento de independência coreano para a ação. Após a repressão do Movimento 1º de Março, ainda mais coreanos fugiram para a Manchúria, levando ao desenvolvimento do movimento anarquista coreano no exílio.
Enquanto isso, o colapso do Império da China deu lugar à Era dos Senhores da Guerra, durante a qual a Manchúria ficou sob o controle de Zhang Zuolin. Quando ele subiu ao poder, o Império do Japão tentou assassinar Zhang, mas em 1924 eles começaram a financiar suas atividades devido ao seu anticomunismo, com Zhang passando a colaborar na repressão da resistência coreana na Manchúria. Em junho de 1927, a camarilha de Fengtian de Zhang assumiu o controle do governo de Beiyang e proclamou o estabelecimento de uma ditadura militar. Como Zhang foi envolvido em confrontos com o Exército Revolucionário Nacional, o governo japonês começou a tentar desestabilizar seu poder e assumir o controle da Manchúria. Em junho de 1928, a Expedição do Norte forçou Zhang a fugir de Pequim e recuar de trem para a Manchúria. A poucos quilômetros da capital da Manchúria, Mukden, seu trem foi explodido por agentes imperiais japoneses, matando ele e outros dezesseis passageiros. Ele foi sucedido como senhor da guerra da Manchúria por seu filho, Zhang Xueliang, que assumiu uma postura decididamente antijaponesa e se alinhou com o governo nacionalista.
O sentimento anti-japonês da nova administração na Manchúria abriu espaço para o movimento anarquista coreano reiniciar suas atividades, agora a salvo da repressão política. Este processo culminou, em 21 de julho de 1929, com o estabelecimento da Federação Anarquista Coreana na Manchúria (FACM) em Hailin. O FACM estava focado principalmente em fornecer ajuda mútua para todos os coreanos na Manchúria, com o objetivo final de estabelecer uma sociedade sem Estado baseada na liberdade e na igualdade social, na qual os recursos deveriam ser distribuídos "de cada um de acordo com sua capacidade, para cada um de acordo às suas necessidades".
Kim Chwa-chin, presidente da Associação do Povo Coreano na Manchúria e comandante do Exército de Independência da Coreia.
A essa altura, três autoridades coreanas autônomas haviam sido estabelecidas na Manchúria: o Quartel-General do Estado-Maior no lado manchuriano do rio Yalu; o Governo Justo nas províncias de Jilin e Liaoning; e o Novo Governo Popular no norte da Manchúria, liderado por Kim Chwa-chin. Embora inicialmente impulsionado pelo nacionalismo coreano, o Novo Governo Popular começou cada vez mais a adotar os princípios anarquistas, a fim de combater a crescente influência do marxismo-leninismo na região. Isso culminou em agosto de 1929, quando o Novo Governo Popular e o KAFM foram integrados à Associação do Povo Coreano na Manchúria (APCM), com Kim Chwa-chin sendo eleito seu presidente.
O plano do APCM era desenvolver sistemas de agricultura cooperativa, educação gratuita e treinamento de armas na Manchúria. Seu objetivo principal era atender às necessidades materiais imediatas dos trabalhadores migrantes coreanos e protegê-los da exploração, tanto por proprietários de terras chineses quanto por autoridades nacionalistas coreanas. Para ajudá-los a se estabelecer e cultivar a terra, introduziu a agricultura coletiva, que coletivizou a produção e a venda de produtos agrícolas. Embora os nacionalistas coreanos cooperassem no APCM, os objetivos nacionalistas de independência estavam subordinados à sobrevivência imediata dos trabalhadores migrantes coreanos, fundamentados nos princípios de ajuda mútua dos anarquistas coreanos. Atividades que teriam agitado por uma Coreia independente e/ou anarquista foram adiadas, em favor da sustentação de seus programas econômicos.
A zona autônoma coreana na Manchúria acabou sendo cercada por forças imperiais japonesas no sul e forças soviéticas no norte, com agentes secretos sendo enviados ao território para atingir proeminentes anarquistas coreanos. O APCM começou a sofrer uma série de dificuldades com a perda de muitas de suas principais figuras: em 20 de janeiro de 1930, Kim Chwa-chin foi assassinado por comunistas coreanos enquanto consertava um moinho de arroz; em setembro de 1930, Yi Eulgyu foi preso pela polícia imperial japonesa e extraditado de volta para a Coréia; e em julho de 1931, Kim Jongjin foi assassinado. Finalmente, em 18 de setembro de 1931, a invasão japonesa pôs fim definitivo ao experimento anarquista coreano na Manchúria, com o estado fantoche de Manchukuo sendo estabelecido em seu lugar. Os remanescentes das organizações anarquistas coreanas recuaram para o sul da China, onde muitos deles se ofereceram para lutar na Segunda Guerra Sino-Japonesa.
Estrutura
O província definiu-se como uma "organização autônoma, autogovernada e cooperativa". Seu sistema representativo e corpo administrativo foram projetados, de acordo com o princípio anarquista de autogestão, para ser um "governo sem governo". As decisões eram amplamente tomadas em assembléias, com uma federação descentralizada de conselhos nos níveis de aldeia, distrital e regional lidando com questões maiores.
Baseou-se fortemente nas teorias econômicas do socialismo libertário e estabeleceu lojas livres, cooperativas de trabalhadores e escolas democráticas em todos os seus territórios. Conselhos regionais também foram criados. Nesse ínterim, eles nomearam funcionários de nível superior (que recebiam apenas salário médio) de cima para baixo, com funcionários de níveis inferiores escolhidos regionalmente. Equipes de organização e propaganda trabalharam para agitar a população, tanto para obter o apoio dos fazendeiros quanto para levá-los a criar assembléias e comitês independentes nas aldeias. Aparentemente, essas equipes eram bem-vindas em quase todos os lugares que iam, sem grandes incidentes sendo notados.
O Exército de Independência Coreano , comandado pelo General Kim Chwa-chin, formou o exército da Prefeitura de Shinmin. Efetivamente uma milícia camponesa, os soldados experientes do exército foram complementados por guerrilheiros, treinados na academia militar da prefeitura, com os quais o exército travou uma guerra de guerrilha contra o Império do Japão e a União Soviética. Também estabeleceu uma Unidade de Segurança (coreano: 치안대, romanizado: Chiandae) e uma Unidade de Guerrilha Anti-Japonesa, a fim de proteger os coreanos de bandidos locais e das forças imperiais japonesas, respectivamente.

Fontes externas:
http://flag.blackened.net/revolt/wstrans/spanish/korea.html
Behr, Edward (1987). The Last Emperor. New York: Bantam Books. ISBN 0-553-34474-9. OCLC 489010018.
Gelderloos, Peter (2010). "How will decisions be made?". Anarchy Works. San Francisco: Ardent Press. pp. 48–66. OCLC 748435918.
Hirsch, Steven; van der Walt, Lucien (2010). "Rethinking Anarchism and Syndicalism: the Colonial and Postcolonial Experience, 1870–1940". Anarchism and Syndicalism in the Colonial and Postcolonial World, 1870–1940. Studies in Global Social History. Vol. 6. Leiden: Brill. pp. xxxi–lxxiii. ISBN 978-90-04-18849-5. ISSN 1874-6705. OCLC 1200925424.
Hwang, Dongyoun (2016). "Experimenting Place-Based Anarchism in Manchuria". Anarchism in Korea: Independence, Transnationalism, and the Question of National Development, 1919-1984 (PDF). Albany, New York: SUNY Press. pp. 48–55. ISBN 978-1-4384-6167-0. OCLC 1039293708.
Ki-Rak, Ha (1986). History of the Korean anarchist movement (PDF). Taegu: Anarchist Publishing Committee. OCLC 937149346.
MacSimoin, Alan (2002) [1991]. The Korean Anarchist Movement. Braamfontein: Zabalaza. OCLC 999512376.
Schmidt, Michael (2013). Cartography of Revolutionary Anarchism. Edinburgh: AK Press. ISBN 9781849351386. OCLC 881111188. Retrieved 2 March 2017.